# Tu verras (chanson)
Pour les articles homonymes, voir Tu verras (homonymie).
Pistes de Tu verras
Quand Freddy est parti Insomnie
Tu verras est une chanson de Claude Nougaro parue en 1978 en 45 tours et sur un album du même nom. Grand succès de son interprète, Claude Nougaro signe ici une libre adaptation de la chanson brésilienne de Chico Buarque, O Que Será?.

## Histoire de la chanson
Tu verras est une adaptation française de O Que Será? (À Flor da Pele), chanson originale du brésilien Chico Buarque composée pour le film Dona Flor et ses deux maris de Bruno Barreto. 
Le texte est une libre adaptation des paroles originales de Chico Buarque (a contrario, de la version, la même année, de la chanteuse brésilienne basée en France, Maria d'Apparecida, qui sur son album Construction, reprend la chanson en disant en français une traduction littérale du texte brésilien), qui se révèle être très pessimiste à l'opposé de celui de Nougaro, dont le thème est le renouveau du couple.
« Ah, tu verras, tu verras
Tout recommencera, tu verras, tu verras
L'amour c'est fait pour ça, tu verras, tu verras
Je ferai plus le con, j'apprendrai ma leçon
Sur le bout de tes doigts, tu verras, tu verras
Tu l'auras ta maison avec des tuiles bleues
Des croisées d'hortensias, des palmiers plein les cieux [...] »
(paroles Claude Nougaro, extrait)
Claude Nougaro obtient le Prix de l’Académie du disque français l'année de sa sortie.

## Discographie
1978 :
- 45 tours Barclay 62364[2] : Tu verras, Chanson de pirates
- 33 tours Barclay 91 004 : Tu verras

Discographie live
- 1979 : Nougaro 79

## Reprises
- 2012 : Ousanousava dans son album de reprises Ces artistes qui nous lient : de Brassens à Nougaro[3]
- 2015 : Yuri Buenaventura dans son album Paroles
- 2016 : Pauline Croze dans son album Bossa nova